# Marc Alaux
Marc Alaux né à Saint-Mandé le 7 mai 1976 est un écrivain et voyageur français.

## Biographie
Marc Alaux est éditeur et libraire de voyage chez Transboréal. Né à Saint-Mandé (94), il réside à Montrouge dans les Hauts-de-Seine. Il est aussi écrivain et conférencier. Il s'est fait une spécialité des voyages à pied en Mongolie (7000 kilomètres) et des longs séjours chez les populations d'éleveurs nomades.

## Œuvres
- Sous les yourtes de Mongolie, Transboréal, 2007, 4e éd. 2022.
- Voyage en Mongolie et au pays des Tangoutes, Une expédition russe dans l'Empire céleste, Transboréal, 2007 (éditeur & annotateur).
- La Vertu des steppes, Petite révérence à la vie nomade, Transboréal, 2010, 3e éd. 2019.
- « L’Empire des steppes en mutation », dans Mongolian Urban Studio, Social and Ecological Alternatives in Mongolia (École spéciale d’architecture/Université mongole de science et technologie, Paris, 2010 (auteur de l'introduction)
- Lignes de fuite, avec Jamiyansuren, Le verbe et l’empreinte, 2012.
- Tamir et le Loup des steppes, avec Stéphanie Alaux, Belin, 2012.
- Joseph Kessel, La vie jusqu'au bout, Transboréal, 2015.
- Proverbes & dictons de Mongolie, avec Charlotte Marchina, Géorama, 2018.
- Voyage en Mongolie et au Tibet, Transboréal, 2018 (éditeur & annotateur).
- Ivre de Steppes, Un hiver en Mongolie, Transboréal, 2018.
- Mongolie, Entre l'ours et le dragon, Nevicata, 2021.
- Une yourte sinon rien, Nouvelles de Mongolie, Transboréal, 2022.
- Visa pour la Mongolie, Un dictionnaire pour voyageur curieux, Elytis, 2025.